# Autoiniettore di adrenalina

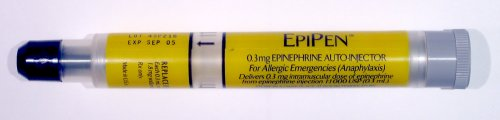
Un autoiniettore EpiPen da 0,3 mg

Un autoiniettore di adrenalina è un dispositivo di automedicazione usato per somministrare una dose premisurata di adrenalina, solitamente per il trattamento improvviso di anafilassi in quanto possono essere autosomministrate e avere un'azione molto rapida.
Tra i marchi registrati di questo strumento vi sono EpiPen, Fastjekt, Twinject, Adrenaclick, Anapen e Jext. L'EpiPen nacque come derivato della ComboPen, un prodotto sviluppato a scopi militari per l'esposizione a gas nervini.
Nel Regno Unito e negli Stati Uniti d'America le EpiPen sono prodotti sanitari controllati e richiedono una prescrizione medica. In Canada, invece, le EpiPen possono essere acquistate senza prescrizione medica.
L'EpiPen contiene un ago a molla che inietta il farmaco attraverso una membrana nella punta e nel corpo del recipiente.
La dose standard di adrenalina fornita da un'EpiPen è di 0,3 mg. Esiste anche una versione del prodotto con dosaggio per bambini (0,15 mg), raccomandata negli Stati Uniti e in Canada per i bambini tra i 15 e i 30 kg.
La prima struttura del tubo contenitore era facilmente danneggiabile; oggigiorno i contenitori sono più durevoli e con pareti di plastica notevolmente rinforzate, una vite davanti, e una placcatura in metallo sul fondo (dove è posto l'ago) al fine di evitare punture accidentali.
Dopo l'attivazione il paziente deve mantenere il dispositivo in posizione per 10 secondi, in modo da iniettare la dose di adrenalina. Ciò dà al farmaco il tempo necessario per essere assorbito dai muscoli del corpo e per diffondersi nel sangue.
Utilizzare il dispositivo per via endovenosa è fortemente sconsigliato e può anche essere letale in quanto l'adrenalina è un vasocostrittore, e l'uso endovenoso può ridurre il flusso sanguigno nell'area dell'iniezione, causando ischemie. Inoltre la somministrazione endovenosa di adrenalina può causare gravi tachicardie.
Dopo aver somministrato l'adrenalina, i pazienti sono invitati a consultare immediatamente un medico.